# Rhinomuraena
Rhinomuraena is een monotypisch geslacht van straalvinnige vissen uit de familie van murenen (Muraenidae). Het geslacht is voor het eerst wetenschappelijk beschreven in 1889 door Garman.

## Soort
- Rhinomuraena quaesita Garman, 1888